# Àrabs baladís
Els àrabs baladís o, tot simplement, els baladís (en àrab العرب البلديون, al-ʿarab al-baladiyyūn, en singular العربي البلدي, al-ʿarabī al-baladī, literalment els "àrabs indígenes") són, en el context de l'Àndalus, els primers àrabs instal·lats en aquesta regió en època de Mussa ibn Nussayr i dels primers valís, així com llurs descendents. Els baladís es van establir majoritàriament al territori de l'actual Andalusia. El terme es fa servir per oposició als àrabs sirians arribats a l'Àndalus en els junds (o tropes) de Balj ibn Bixr, instal·lats a la península Ibèrica en 742.